# Білий лотос (3-й сезон)
16 лютого 2025 року на HBO відбулася прем'єра третього сезону «Білого лотоса», — американського сатиричного комедійно-драматичного телесеріалу-антології, створеного, написаного та зрежисерованого Майком Вайтом. Сезон отримав зелене світло 18 листопада 2022 року, а зйомки проходили в Бангкоці, на Пхукеті та Самуї, з лютого по серпень 2024 року. Сезон складається з восьми епізодів і розповідає про життя персоналу та заможних гостей оздоровчого курорту в Таїланді.
До основного акторського складу сезону входять Леслі Бібб, Керрі Кун, Волтон Гоггінс, Сара Кетрін Гук, Джейсон Айзекс, Лаліса Манобан, Мішель Монаган, Сем Нівола, Лек Патраваді, Паркер Поузі, Наташа Ротвелл, Патрік Шварценеггер, Тайме Таптхімтонг, Еймі Лоу Вуд і Джон Ґріс.

## Акторський склад

### Головний
- Леслі Бібб у ролі Кейт Бор, дружини-завсідниці заміських клубів[en] з Остіна, штат Техас, однієї з трьох давніх подруг, які возз'єднуються під час дівочої подорожі[1][2]
- Керрі Кун у ролі Лорі Даффі, нещодавно розлученої корпоративної юристки[en] з Нью-Йорка, однієї з трьох давніх подруг, які возз'єдналися під час дівочої подорожі[1][2]
- Волтон Гоггінс у ролі Ріка Хатчетта, грубого й таємничого чоловіка з «тріскою на плечі»[en], який подорожує зі своєю молодою дівчиною Челсі[1][2]
- Сара Кетрін Гук[en] у ролі Пайпер Ретліфф, старшокласниці коледжу, яка вивчає релігію, середньої дитини Тімоті та Вікторії[1][2]
- Джейсон Айзекс у ролі Тімоті Ретліффа, фінансиста з Дарема, штат Північна Кароліна, фінансовий стан котрого перебуває під загрозою, відпочиває зі своєю дружиною Вікторією та дітьми: Саксоном, Пайпер і Локланом[1][2]
- Лаліса Манобан — Тідапон «Мук» Сорнсін, наставниця зі здоров'я для гостей Білого Лотоса[1][2]
- Мішель Монаган у ролі Жаклін Лемон, успішної телевізійної актриси з Голлівуду, однієї з трьох давніх подруг, які возз'єдналися під час дівочої подорожі[1][2]
- Сем Нівола — Локлан Ретліфф, сором'язливий старшокласник і молодша дитина Тімоті та Вікторії[1][2]
- Лек Патраваді[th] — Шрітала Холлінгер, одна з власниць Білого Лотоса, яка започаткувала оздоровчу програму[1][2]
- Паркер Поузі — Вікторія Ретліфф, дружина Тімоті та мати Саксона, Пайпер і Локлана[1][2]
- Наташа Ротвелл[en] у ролі Белінди Ліндсі, менеджерки спа-центру з «Білого Лотоса» на Гаваях, яка працює тут по обміну. Ротвелл повторює свою роль з першого сезону[en].
- Патрік Шварценеггер у ролі Саксона Ретліффа, старшої дитини Тімоті та Вікторії, який працює в компанії свого батька[1][2]
- Тайме Таптхімтонг[en] — Гайток, охоронець Білого Лотоса[1][2]
- Еймі Лоу Вуд у ролі Челсі, веселої вільної душі з Манчестера, яка подорожує з Ріком, своїм набагато старшим хлопцем[1][2]
- Джон Ґріс[en] у ролі «Ґері»[3] / Грега Ханта[a], чоловіка, пов'язаного із Хлоєю та вдівця по Тані Маккуоїд. Гріс повторює свою роль з першого та другого[en] сезонів.

### Повторюваний
- Ніколас Дюверне[d] в ролі Сіона Ліндсі, сина Белінди, який відвідує її після завершення своєї курсової роботи
- Арнас Федаравічус[en] — Валентин, російський наставник із здоров'я Жаклін, Лорі та Кейт
- Крістіан Фрідель[de] у ролі Фабіана, генерального директора таїландського Білого Лотоса
- Дом Хетракул[th] — Порнчай, експерт з оздоровлення в Білому Лотосі, якому призначено тренувати Белінду
- Шарлотта Ле Бон у ролі Хлої, екс-моделі франко-канадського походження, експатки, яка зараз зустрічається з Грегом
- Моргана О'Райлі[en] — Пем, співробітниця, яка бере участь у програмі оздоровлення готелю та наставник по здоров'ю Ратліфів
- Шаліні Пейріс — Амріта, вчитель медитації та духовний порадник у Білому Лотосі
- Скотт Гленн у ролі Джима Холлінгера, американського чоловіка Шрітали, який нещодавно переніс інсульт
- Юліан Костов[bg] — Олексій, друг Валентина
- Юрій Колокольников — Влад, друг Валентина
- Сутічай Юн[th] — Луанг Пор[en] Тіра
- Йотін Удомсанті[d] — Лек, керівник служби безпеки Білого Лотоса, бос Гайтока

### Гостьовий
- Ке Хюі Кван — голос Кеннета «Кенні» Нгуєна, колишнього бізнес-партнера Тімоті[4]
- Карл Будро[d] і Наталі Коул[d] як двоє гостей готелю[5]
- Скотт Гелловей[en] — голос Чака, адвоката Тімоті[6]
- Роб Карлтон[en] — Руперт, австралієць середнього віку з молодою тайською дівчиною, другом Грега
- Лідді Кларк[en] — австралійка № 1
- Венді Стрелоу[en] в ролі австралійки № 2
- Сем Роквелл — Френк, друг і колишній соратник Ріка

## Епізоди
| № серії (загалом) | № серії (в сезоні) | Назва серії                 | Режисер(и) | Сценарист(и) | Оригінальна дата показу | Глядачів U.S. (млн) |
| ----------------- | ------------------ | --------------------------- | ---------- | ------------ | ----------------------- | ------------------- |
| 14                | 1                  | «Той самий дух, нові форми» | Майк Вайт  | Майк Вайт    | 16 лютого 2025          | 0.420               |
| 15                | 2                  | «Спеціальні процедури»      | Майк Вайт  | Майк Вайт    | 23 лютого 2025          | 0.687               |
| 16                | 3                  | «Значення снів»             | Майк Вайт  | Майк Вайт    | 2 березня 2025          | 0.507               |
| 17                | 4                  | «Ховайся чи шукай»          | Майк Вайт  | Майк Вайт    | 9 березня 2025          | 0.677               |
| 18                | 5                  | «Вечірка повного місяця»    | Майк Вайт  | Майк Вайт    | 16 березня 2025         | 0.828               |
| 19                | 6                  | «Заперечення»               | Майк Вайт  | Майк Вайт    | 23 березня 2025         | 0.744               |
| 20                | 7                  | «Інстинкти вбивці»          | Майк Вайт  | Майк Вайт    | 30 березня 2025         | 0.956               |
| 21                | 8                  | «Амор Фаті»                 | Майк Вайт  | Майк Вайт    | 6 квітня 2025           | 1.37                |

## Виробництво

### Розробка
18 листопада 2022 року, напередодні прем'єри другого сезону, HBO продовжив «Білий лотос» на третій сезон. Після фіналу другого сезону творець серіалу Майк Вайт натякнув, що дія відбуватиметься в Азії та буде використовувати «сатиричний і смішний погляд на смерть, східну релігію та духовність», подібно до того, як перший сезон був зосереджений на грошах, а другий — на сексі. Виробництво третього сезону було перервано через страйк Гільдії сценаристів Америки в 2023 році, в результаті чого реліз було перенесено на 2025 рік.

### Кастинг
Після оголошення про продовження на третій сезон продюсери підтвердили, що на іншому курорті Білого Лотоса буде новий склад персонажів. У квітні 2023 року повідомлялося, що Наташа Ротвелл знову зіграє роль Белінди в третьому сезоні серіалу. У січні 2024 року було оголошено, що Леслі Бібб, Джейсон Айзекс, Мішель Монаган, Паркер Поузі, Дом Хетракул, Тайме Таптхімтонг, Керрі Кун, Мілош Бикович, Крістіан Фрідель, Моргана О'Райлі, Лек Патраваді, Шаліні Пейріс, Волтон Гоггінс, Сара Кетрін Гук, Сем Нівола, Патрік Шварценеггер, Еймі Лоу Вуд, Франческа Корні, Ніколас Дюверне та Арнас Федаравічус приєдналися до акторського складу сезону. Вибір Биковича розкритикувало Міністерство закордонних справ України через його нібито підтримку вторгнення Росії в Україну; зрештою Бикович був виключений з акторського складу 2 лютого та замінений на Юліана Костова, який з'являтиметься в постійній ролі. У лютому 2024 року Скотт Гленн і Лаліса Манобан були обрані для участі в сезоні. У березні 2024 року Шарлотта Ле Бон приєдналася до акторського складу, щоб замінити Корні під час повторного кастингу.

### Зйомки
У березні 2023 року «Вараєті» повідомило, що зйомки третього сезону, ймовірно, проходитимуть в одному з готелів Four Seasons у Таїланді. Японський острів Хонсю був обраний як місце для зйомок Майком Вайтом, але в кінцевому підсумку місцем зйомок третього сезону було обрано Таїланд через те, що серіал отримав податковий стимул в розмірі 4,4 мільйона доларів США за зйомки в Таїланді, бо в Японії немає системи стимулювання фільмів. Основні зйомки розпочалися в лютому 2024 року в таких місцях, як Бангкок, Пхукет і Самуї і завершилися в серпні 2024 року.

## Реліз
Прем'єра третього сезону відбулася 16 лютого 2025 року на HBO, а останній, восьмий, епізод вийде 6 квітня 2025 року.

## Сприйняття

### Критика
На веб-сайті агрегатора оглядів Rotten Tomatoes 95 % із 123 рецензій критиків є позитивними із середнім рейтингом 7,8/10. Консенсус веб-сайту гласить: «Третій сезон „Білого лотоса“, більш похмурий і більш терплячий у своїй розповіді, ніж у попередніх сезонах, водночас розмахуючи чудовим новим ансамблем, сповненим кислотних виступів, пропонує духовний перепочинок, який хвилює душу». Metacritic, який використовує середньозважену оцінку, поставив оцінку 77 зі 100 на основі 44 рецензій критиків.
На сайті RogerEbert.com Браян Таллеріко сказав, що третій сезон «ймовірно, буде найбільш вражаючою драмою, яку ви подивитесь цього року. Вайт повністю використовує переваги місця зйомок таким чином, що оживляє його так, як не вдалося навіть у двох останніх чудових місцях. Те, як він будує свої епізоди, не лише наративно, але й візуально, мабуть, зараз не має аналогів на телебаченні. Він якимось чином знаходить спосіб передати розкіш і красу Таїланду, не втрачаючи при цьому реалістичності історій, які він там розповідає. Це балансування між красою та людяністю. Звичайно, шоу справді оживає там, де вони перетинаються». В IndieWire Бен Треверс поставив сезону оцінку «А-», сказавши, що він «руйнує хисткі цінності кожного персонажа у спосіб, який є одночасно веселим і жахливим. Вони не можуть випередити свій біль, але в приголомшливому, вимогливому новому сезоні Вайта їхній біль все ще може стати нашим задоволенням». Через його духовні теми деякі критики порівняли сезон із попереднім серіалом Вайта «Просвітлені».
Акторський склад отримав широке визнання. У «The Washington Post» Лілі Луфбороу сказала: «Це захоплююче спостерігати за Гоггінсом, який зазвичай є таким негідником, у такому стриманому режимі». Вона додала: «Кун, звичайно, надзвичайна, Монаган — безладна і смілива, а Бібб чудово демонструє жорстку, приємну дипломатичність, яка стає дедалі крихкішою з розгортанням сезону. Ця стара магія „Білого Лотоса“ повертається з повною силою в кожній сцені, яку ці троє ділять між собою… Кожна розмова трохи підштовхує очевидну напругу вперед. Це рушійно. Це правдоподібно. Це дуже, дуже смішно».
Деякі критики відзначили, що сезон почався повільніше. Однак Елісон Герман з «Variety» сказала, що «коли сюжет розвивається і „вмикає передачу“ десь приблизно на півдорозі, це так само дико і непередбачувано, як будь-яка з порохових бочок, які Вайт кинув у полум'я». У «Entertainment Weekly» Крістен Болдуін поставила сезону оцінку «B» і сказала: «Білий Лотос все ще працює. Навіть коли розповідь затримується, все одно неможливо кинути раніше».
Річард Ловсон з «Vanity Fair» писав, що Вайт «ефективно використовує зловісні сни та провісники, дозволяючи духовному шумові в повітрі цього розкішного комплексу джунглів моторошно інформувати історію. Сезон розповідає про хворобу душі — або, можливо, про хворобу відсутності душі взагалі». Він додав, що «кілька епізодів похмуріші, ніж перший і другий сезони, але все ще різкі та інтригуючі там, де це має значення». З приводу нових персонажів Ловсон сказав, що він знайшов тріо подружок «найстрашнішим і найвеселішим», з «тремтливо достовірними діалогами, поставленими акторами з природним чуттям».
Більш критичні огляди висловили думку, що шоу повертається до знайомої території та тем попередніх сезонів замість того, щоб покривати нові теми. Лоусон зауважив: «Все це цікаво, але почуття жорсткого контролю та винахідливості, яке робило попередні два сезони такими дивами, не зовсім тут», і прокоментував, що сезон спирається на «можливо, занадто багато кліше, оскільки [Вайт] має труднощі з намаганнями придумати щось нове для багатих людей до роботи». Кетрін ВанАрендонк з «Vulture» сказала: «Це весело, коли „Білий лотос“ переглядає себе структурно, але в інших моментах є щось тривожне щодо того, як серіал хоче боротися зі своїми попередніми нав'язливими ідеями або продовжує ігнорувати свої повторювані сліпі плями, як-от натискання на синець, щоб переконатися, що він все ще там». У «Нью-Йоркері» Інку Канг сказав: «Сезон загалом здається затиснутим між тонами: недостатньо похмурим, щоб протистояти тому, що відбувається в країні, де іноземці можуть купити майже все, що забажають, за правильну ціну, ані достатньо пінним, щоб просто продемонструвати барокове дивацтво багатих».
Численні критики стверджували, що місцеві тайські герої не мають такої глибини, як головні «білі» герої. ВанАрендонк писала: «Оскільки різні персонажі третього сезону шукають просвітлення або втечу, вони відтворюють динаміку першого сезону, де білі персонажі сповнені захоплюючих особливостей, тоді як небілий персонал готелю є шифром однієї ноти, призначеним підтримувати сюжет у русі, але не мати внутрішнього чи складного емоційного життя».

### Перегляди і сприйняття
Третій сезон є найпопулярнішим сезоном «Білого лотоса», і в середньому його дивляться більш ніж на 5 мільйонів більше, ніж у другому сезоні, який мав у середньому 15,5 мільйонів глядачів. Шостий епізод сезону став найпопулярнішим епізодом серіалу з 4,2 мільйонами глядачів у лінійному ефірі на HBO та потоковому перегляді на Max. Прем'єра сезону мала 2,4 мільйона глядачів, а епізоди 3 і 4 — 3,4 мільйона, тоді як кількість глядачів епізодів 2 і 5 не оприлюднена.
На острові Самуї, місці зйомок третього сезону, кількість замовлень і бронювань готелів зросла на 65 % з моменту прем'єри.